# Günther Trauer
Günther Trauer (ur. 23 sierpnia 1878 w Dreźnie, zm. 16 marca 1956 w Brackwede) – niemiecki inżynier budownictwa, urbanista i polityk komunalny, miejski radca budowlany do spraw urbanistyki we Wrocławiu w latach 1925–1939.

## Życiorys

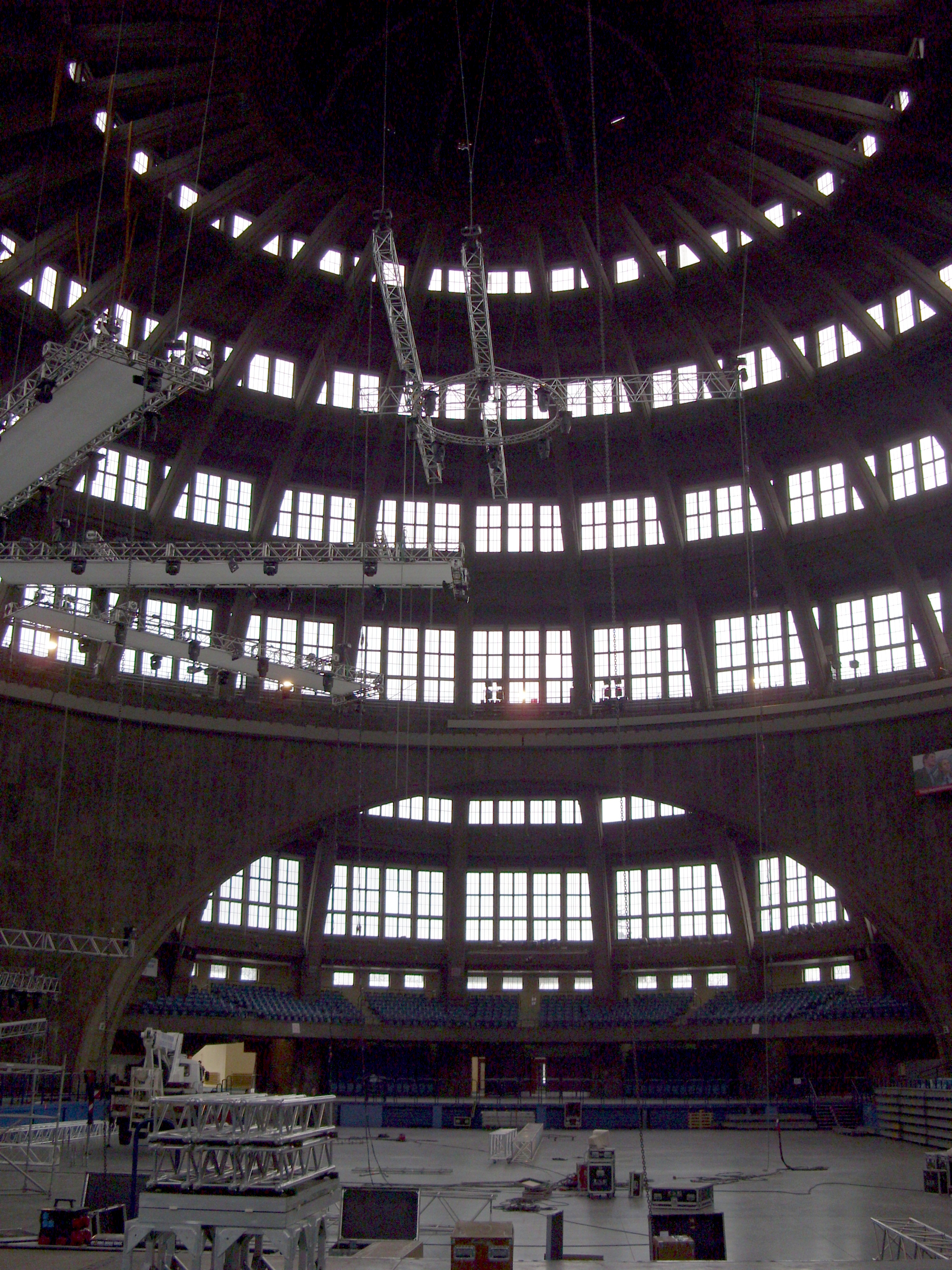
G. Trauer: konstrukcja Hali Stulecia (arch. Max Berg)

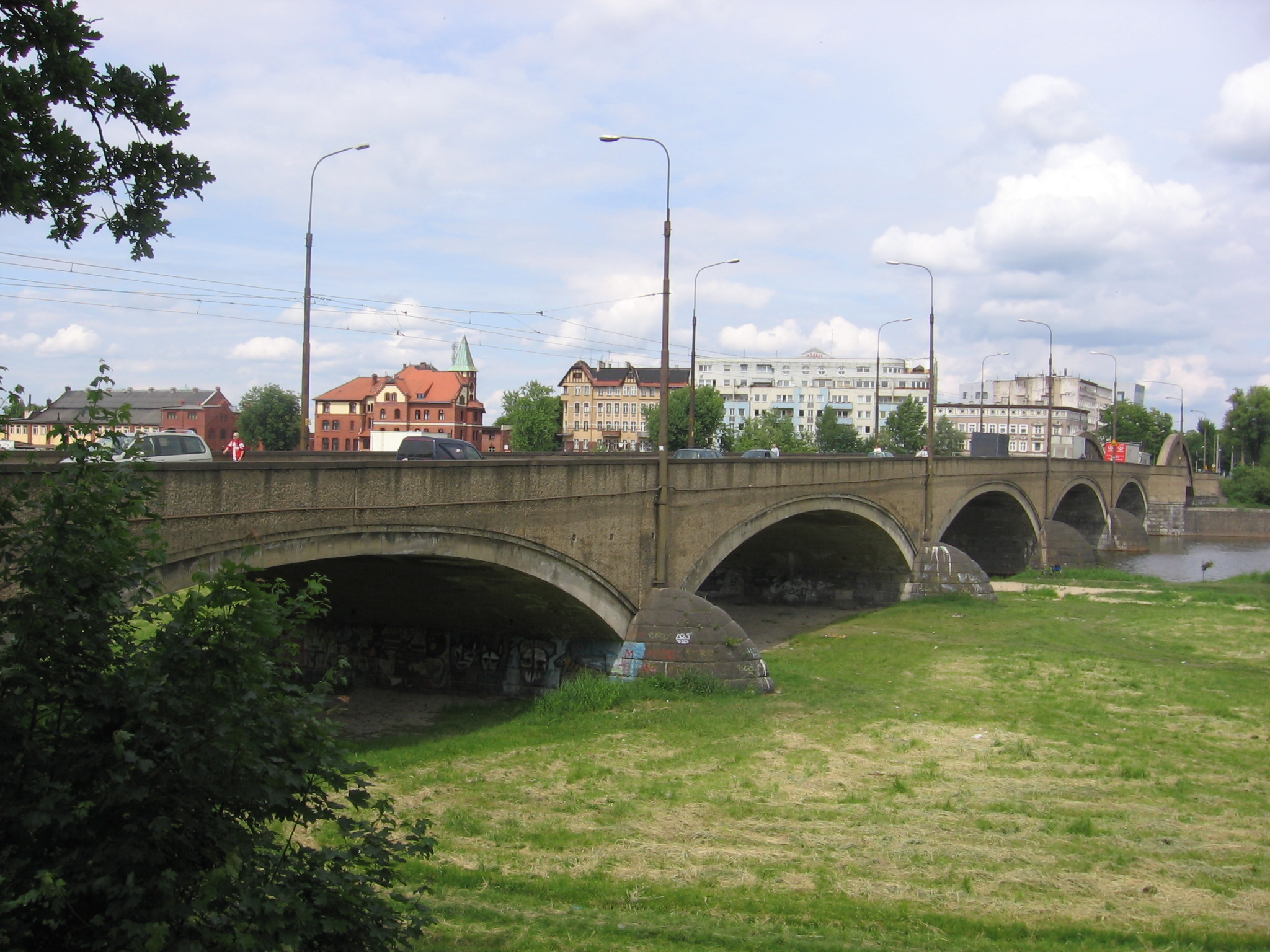
G. Trauer: most Warszawski Środkowy

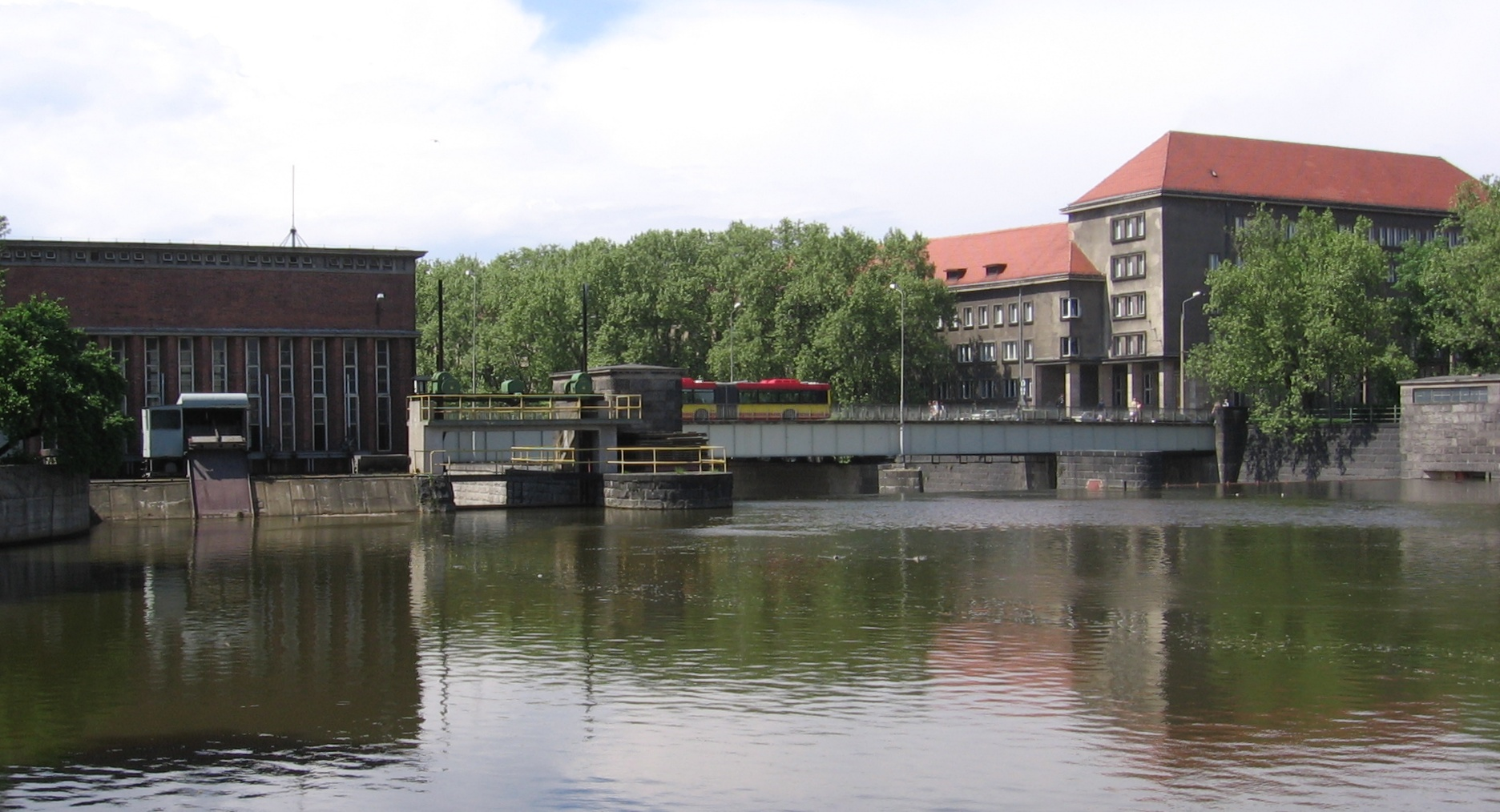
G. Trauer: most Pomorski Północny

Günther Trauer w roku 1907 obronił na oddziale budownictwa Politechniki Drezdeńskiej
doktorat na temat Der Günstigste Gurtabstand sowie die Gewichte Gegliederter Flusseiserner Zweigelenkbogenträger mit Nahezu Parallelen Gurtungen i uzyskał tytuł doktora inżyniera (Dr.-Ing.). Od pierwszej dekady XX wieku pracował najpierw dla firmy Carl Brandt (m.in. zdobywał doświadczenie przy budowie Hali Targowej nr II we Wrocławiu), a następnie działał jako konstruktor i urbanista we wrocławskiej administracji budowlanej. Jednocześnie był w latach 1900–1908 radnym miejskim.
W miejskiej administracji budowlanej współpracował z Maksem Bergiem i zaprojektował żelbetową konstrukcję Hali Stulecia. Wraz z Willym Gehlerem zajmował się też organizacją budowy Hali, a wraz z architektem Paulem Schreiberem prowadził nadzór inwestorski. Projektował też mosty i inne konstrukcje inżynierskie, nadzorował miejskie inwestycje, takie jak Stadion Śląski we Wrocławiu.
W 1925 został powołany przez Radę Miejską na następcę odchodzącego na emeryturę Alfreda von Scholtza jako miejski radca budowlany do spraw urbanistyki. Swą funkcję objął 30 kwietnia 1925 i pełnił ją co najmniej do 1939 roku. Był też w tym czasie honorowym członkiem senatu Wyższej Szkoły Technicznej.
Po wojnie znalazł się w radzieckiej strefie okupacyjnej Niemiec, na obszarze której utworzono później NRD. W 1946 zdobył pierwszą nagrodę w konkursie urbanistycznym na odbudowę śródmieścia Drezna, a w 1950 na centralny plac w Dreźnie. Wziął też udział w konkursie na odbudowę Rostocku (z Wolfgangiem Rauderem, 1948).

## Główne dzieła
- konstrukcja Hali Stulecia we Wrocławiu, 1911-1913 (z Maksem Bergiem)
- most Warszawski Środkowy we Wrocławiu, 1914-1916 (pod kierownictwem Alfreda von Scholtza)[10]
- most Trzebnicki Północny we Wrocławiu, 1914-1916 (pod kierownictwem Alfreda von Scholtza)[10]
- konstrukcja elektrowni wodnych południowej i północnej we Wrocławiu, 1921-1925
- most Pomorski Północny we Wrocławiu, 1928-1930
- przebudowa i poszerzenie mostów Uniwersyteckich we Wrocławiu, 1933-1934 (z inż. Reimerem)[11]
- przebudowa i poszerzenie mostu Szczytnickiego we Wrocławiu, 1933-1934[11]
- generalny plan rozbudowy Wrocławia, 1938 (z Herbertem Boehmem)
- publikacja książkowa:
  - Günther Trauer,  Willy Gehler: Die Jahrhunderthalle in Breslau. Berechnung, Konstruktion und Bauausführung. W: Armierter Beton. Berlin. (niem.). Brak numerów stron w książce